# Maximiliaan Johannes Rebattu
Maximiliaan Johannes Rebattu (wł. Maximiliaan Johannes Max Rebattu, ur. 2 grudnia 1939, Amsterdam) – holenderski brydżysta z tytułami  World Life Master w kategorii Open (WBF) a także European Master (EBL). Jest szachistą. Był Młodzieżowym Mistrzem Amsterdamu w szachach. Jest jednym z najsilnieszych graczy GO w Holandii. Ma piąty dan.
Maximiliaan Johannes Rebattu prowadzi sekcję brydżowe i sekcje GO w kilku czasopismach.

## Wyniki brydżowe

### Olimpiady
Na olimpiadach uzyskał następujące rezultaty:
| Olimpiady brydżowe. Zawody teamów | Olimpiady brydżowe. Zawody teamów | Olimpiady brydżowe. Zawody teamów | Olimpiady brydżowe. Zawody teamów | Olimpiady brydżowe. Zawody teamów | Olimpiady brydżowe. Zawody teamów |
| Rok                               | Miejsce                           | Zawody                            | Kategoria                         | Drużyna                           | Pozycja                           |
| --------------------------------- | --------------------------------- | --------------------------------- | --------------------------------- | --------------------------------- | --------------------------------- |
| 1972                              | Miami Beach                       | 4 Olimpiada Brydżowa              | Open                              | Netherlands                       | 20                                |
| 1968                              | Deauville                         | 3 Olimpiada Teamów                | Open                              | Netherlands                       | 4                                 |

### Zawody światowe
W światowych zawodach zdobył następujące lokaty:
| Mistrzostwa Świata. Konkurencja teamów | Mistrzostwa Świata. Konkurencja teamów | Mistrzostwa Świata. Konkurencja teamów | Mistrzostwa Świata. Konkurencja teamów | Mistrzostwa Świata. Konkurencja teamów | Mistrzostwa Świata. Konkurencja teamów |
| Rok                                    | Miejsce                                | Zawody                                 | Kategoria                              | Drużyna                                | Pozycja                                |
| -------------------------------------- | -------------------------------------- | -------------------------------------- | -------------------------------------- | -------------------------------------- | -------------------------------------- |
| 2005                                   | Estoril                                | 37 Mistrzostwa Świata Teamów           | Trans                                  | Sisselaar                              | 54                                     |
| 1994                                   | Albuquerque                            | 9 Mistrzostwa Świata                   | Open                                   | van Oppen                              | 17                                     |
| 1982                                   | Biarritz                               | 6 Mistrzostwa Świata                   | Open                                   | Schippers                              | 45                                     |

| Mistrzostwa Świata. Konkurencja par | Mistrzostwa Świata. Konkurencja par | Mistrzostwa Świata. Konkurencja par | Mistrzostwa Świata. Konkurencja par | Mistrzostwa Świata. Konkurencja par | Mistrzostwa Świata. Konkurencja par |
| Rok                                 | Miejsce                             | Zawody                              | Kategoria                           | Partner                             | Pozycja                             |
| ----------------------------------- | ----------------------------------- | ----------------------------------- | ----------------------------------- | ----------------------------------- | ----------------------------------- |
| 1986                                | Miami Beach                         | 7 Mistrzostwa Świata                | Open                                | A K Mulder                          | 6                                   |
| 1982                                | Biarritz                            | 2 Mistrzostwa Świata                | Open                                | Anton Maas                          | 2                                   |
| 1982                                | Biarritz                            | 6 Mistrzostwa Świata                | Miksty                              | Marijke Erich-van Mechelen          | 15                                  |
| 1978                                | Nowy Orlean                         | 5 Mistrzostwa Świata                | Miksty                              | Wil van Heusden                     | 17                                  |

### Zawody europejskie
W europejskich zawodach zdobył następujące lokaty:
| Zawody europejskie. Konkurencja teamów | Zawody europejskie. Konkurencja teamów | Zawody europejskie. Konkurencja teamów | Zawody europejskie. Konkurencja teamów | Zawody europejskie. Konkurencja teamów | Zawody europejskie. Konkurencja teamów |
| Rok                                    | Miejsce                                | Zawody                                 | Kategoria                              | Drużyna                                | Pozycja                                |
| -------------------------------------- | -------------------------------------- | -------------------------------------- | -------------------------------------- | -------------------------------------- | -------------------------------------- |
| 2007                                   | Antalya                                | 3 Otwarte Mistrzostwa Europy           | Seniorzy                               | Sisselaar BV                           | 13                                     |
| 2003                                   | Mentona                                | 1 Otwarte Mistrzostwa Europy           | Seniorzy                               | Kamberbeek                             | 9                                      |
| 2001                                   | Teneryfa                               | 45 Mistrzostwa Europy Teamów           | Seniorzy                               | Netherlands                            | 9                                      |
| 1997                                   | Montecatini                            | 43 Mistrzostwa Europy Teamów           | Seniorzy                               | Netherlands B                          | 6                                      |
| 1983                                   | Wiesbaden                              | 36 Mistrzostwa Europy Teamów           | Open                                   | Netherlands                            | 4                                      |
| 1981                                   | Birmingham                             | 35 Mistrzostwa Europy Teamów           | Open                                   | Netherlands                            | 12                                     |

| Zawody europejskie. Konkurencja par | Zawody europejskie. Konkurencja par | Zawody europejskie. Konkurencja par | Zawody europejskie. Konkurencja par | Zawody europejskie. Konkurencja par | Zawody europejskie. Konkurencja par |
| Rok                                 | Miejsce                             | Zawody                              | Kategoria                           | Partner                             | Pozycja                             |
| ----------------------------------- | ----------------------------------- | ----------------------------------- | ----------------------------------- | ----------------------------------- | ----------------------------------- |
| 2001                                | Sorrento                            | 11 Mistrzostwa Europy Par           | Seniorzy                            | Carol van Oppen                     | 11                                  |
| 1995                                | Rzym                                | 8 Mistrzostwa Europy Par            | Open                                | Carol van Oppen                     | 47                                  |
| 1993                                | Bielefeld                           | 7 Mistrzostwa Europy Par            | Open                                | Carol van Oppen                     | 3                                   |
| 1989                                | Salsomaggiore                       | 5 Mistrzostwa Europy Par            | Open                                | Carol van Oppen                     | 19                                  |

## Klasyfikacja
- Maximiliaan Johannes Rebattu – klasyfikacja WBF (ang.)
- Maximiliaan Johannes Rebattu – klasyfikacja EBL (ang.)